# 3295 Murakami
3295 Murakami este un asteroid din centura principală, descoperit pe 17 februarie 1950, de Karl Reinmuth.